# Phyllodromica agenjoi
Phyllodromica agenjoi är en kackerlacksart som beskrevs av Harz 1971. Phyllodromica agenjoi ingår i släktet Phyllodromica och familjen småkackerlackor. Inga underarter finns listade i Catalogue of Life.